# Lista de membros da Royal Society eleitos em 1677
Esta é uma lista de Membros da Royal Society eleitos em seu décimo-oitavo ano, 1677.

## Fellows
- George Ent (1644–1679)
- Sir George Croke (m. 1680)
- Christopher Adolphus Baldwin (1632–1682)
- Sir Peter Colleton (1635–1694)
- Robert Plot (1640–1696)
- Thomas Gale (1636–1702)
- Thomas Smith (1638–1710)
- John Flamsteed (1646–1719)
- Sir George Wheler (1650–1723)
- Oliver Hill (n. 1630)
- John Herbert (n. 1647)
- Edmund Wyndham (n. 1659)